# Лапшин, Михаил Иванович
Михаи́л Ива́нович Лапши́н (1 сентября 1934, с. Сетовка, Смоленский район, Западно-Сибирский край, РСФСР, СССР — 17 июня 2006, с. Дубнево, Ступинский район, Московская область, Россия) — российский государственный и политический деятель. Основатель Аграрной партии России. Депутат Государственной думы Федерального собрания Российской Федерации в 1993—1995 и 1998—2002. Глава Республики Алтай с 19 января 2002 по 19 января 2006. Член Совета Федерации Федерального собрания Российской Федерации с 8 февраля по 17 июня 2006.

## Биография
Родился 1 сентября 1934 в селе Сетовка (ныне Советского района Алтайского края). По национальности — русский.
Согласно официальной биографии, окончил три высших учебных заведения — Московский государственный институт международных отношений, МСХА имени К. А. Тимирязева (специальность — агроном) и Московский государственный институт иностранных языков им. Мориса Тореза (специальность — преподаватель немецкого языка).
После окончания Тимирязевской академии был назначен главным агрономом Ступинского района Московской области, затем — главным агрономом совхоза «Городище». В 1960 г. вступил в КПСС. В 1961—1992 был директором совхоза «Заветы Ленина» Ступинского района Московской области. В апреле 1971 года в ТСХА защитил кандидатскую диссертацию на тему «Экономические основы перспективного планирования молочного скотоводства в совхозах пригородной зоны (на примере совхозов юго-восточных районов Московской области)» и стал кандидатом экономических наук (научный руководитель академик С. Ф. Демидов).
В 1990 году директор совхоза Михаил Лапшин был избран народным депутатом РСФСР. В феврале 1993 года он основал и возглавил Аграрную партию России, политическая платформа которой была близка КПРФ и ориентирована в основном на сельский электорат. В декабре 1993 года АПР, получив на выборах в Госдуму почти 8 % голосов, создала в нижней палате свою фракцию, а её член И. П. Рыбкин был избран председателем Госдумы. Сам Михаил Лапшин с 14 февраля 1993 по 21 апреля 1994 года был также членом Президиума ЦИК КПРФ, а с 14 февраля по 20 марта 1993 года — заместителем председателя ЦИК КПРФ.
На думских выборах 1995 года АПР набрала лишь 3,78 % голосов и не преодолела пятипроцентный барьер. Сам Михаил Лапшин, баллотировавшийся по партийному списку, в Думу тоже не прошёл, а аграрную группу, созданную при содействии КПРФ, возглавил руководитель новосибирского отделения АПР Н. М. Харитонов, который остался во главе фракции и после того, как Михаилу Лапшину удалось попасть в Думу на довыборах по Горно-Алтайскому одномандатному избирательному округу № 2 31 мая 1998 года.
В результате конфликта между двумя лидерами АПР накануне выборов 1999 года сторонники Лапшина, получившие большинство на съезде АПР, решили войти в избирательный список блока Отечество – Вся Россия, а сторонники Харитонова объединились с КПРФ. По результатам выборов на базе фракции КПРФ и с участием её членов в Думе была учреждена Агропромышленная депутатская группа во главе с Н. М. Харитоновым. М. И. Лапшин оставлял за собой пост председателя Аграрной партии России.

## Глава Республики Алтай
6 января 2002 года Лапшин при поддержке политических сил республики и АПР был избран главой Республики Алтай и сложил с себя депутатские полномочия. В ходе переписи населения 2002 года в целях поддержки статуса республики и коренного населения в графе «национальная принадлежность» написал «алтаец».
В декабре 2003 года АПР, вышедшая из коалиции с ОВР, к тому времени влившейся в «Единую Россию», вновь не смогла преодолеть барьер на выборах в Госдуму. Следствием этого стала отставка Михаила Лапшина с поста лидера АПР в апреле 2004 года и начало неблагоприятного периода его политической карьеры. В конце августа того же года прокуратура Республики Алтай огласила претензии, выдвинутые Михаилу Лапшину. Ему вменялось нарушение конституционных прав жителей, пострадавших при поразившем республику землетрясении 2003 года. В ходе судебного процесса прокуратуре не удалось убедить суд в основательности своих претензий.
Михаил Иванович активно занимался строительством в Республике Алтай. Возведено более 40 объектов. Среди них плавательный бассейн, национальный театр имени П. Кучияка, реконструкция центра Горно-Алтайска, здания медучилища, стадион «Спартак», волластонитовая фабрика около села Сёйка Чойского района, школы в городе и в районах. До сих пор М. И. Лапшин имеет в народ статус «народного губернатора», который ему принесло активное строительство и поддержка сельского хозяйства (закупка техники по лизингу, дотации крестьянам за сданную продукцию, возобновление работы Соузгинского мясокомбината Майминского района).
Полномочия Михаила Лапшина истекли 19 января 2006 года, президент России В. В. Путин решил не оставлять его на занимаемом посту. Губернатор Омской области Леонид Полежаев и председатель областного парламента Владимир Варнавский с согласия федерального центра предложили Лапшину представлять Омское Законодательное собрание в Совете Федерации. 26 января 2006 его кандидатура была утверждена. 8 февраля того же года Лапшин приступил к обязанностям члена Совета Федерации.
Михаил Иванович Лапшин умер от тромбоза сосудов сердца 17 июня 2006 года у себя дома в селе Дубнево в Московской области. Похоронен 20 июня на Троекуровском кладбище в Москве.

## Семья
Супруга: Лапшина Алина Яковлевна. В семье родилось три сына:
- Лапшин Юрий Михайлович  (Супруга: Лапшина Юлия Владимировна)
  - Лапшин Владимир Юрьевич
  - Письменская Жанна Юрьевна
- Лапшин Алексей Михайлович (Супруга: Лапшина Елена Александровна)
  - Лапшин Кирилл Алексеевич
  - Лапшин Даниил Алексеевич
  - Лапшин Илья Алексеевич
- Лапшин Александр Михайлович (Супруга: Лапшина Екатерина Викторовна) 
  - Лапшин Никита Александрович
  - Лапшин Михаил Александрович

## Память
Именем М. И. Лапшина названа средняя школа в селе Бельтир Кош-Агачского района Республики Алтай.

## Награды
- Медаль «За освоение целинных земель» (1956)
- Орден «Знак Почёта» (1966)
- Орден Трудового Красного Знамени (1970)
- Медаль «За доблестный труд» (1971)
- Медаль «За преобразование Нечерноземья РСФСР» (1982)
- Орден Святого благоверного князя Даниила Московского III степени (5 апреля 2004)